# Jan de Groot (burgemeester)
Jan de Groot (1 september 1951 – Baarn, 20 augustus 2010) was een Nederlands burgemeester voor de Volkspartij voor Vrijheid en Democratie (VVD).

## Leven en werk
De Groot was sedert 1 oktober 1999 de burgemeester van de 25.000 inwoners tellende Noord-Brabantse gemeente Vught. Hij volgde burgemeester Fred de Graaf op, die burgemeester werd van de gemeente Apeldoorn.
De Groot werd reeds op zijn veertiende politiek actief bij de VVD. Hij was VVD-bestuursvoorzitter, gemeenteraadslid en wethouder in de gemeente Harderwijk. Tevens was hij jaren Statenlid in de provincie Gelderland. Voordat hij in Vught werd benoemd, was De Groot circa drie jaar burgemeester in de gemeente Ruurlo.
Vanaf maart 2006 lag burgemeester Jan de Groot onder vuur in Vught. Er was felle kritiek op zijn functioneren in de gemeenteraad. De Groot werd door de raad solistisch en te weinig daadkrachtig optreden verweten. Hij solliciteerde al een keer naar de burgemeesterspost van Lelystad, maar dat is niet gelukt. Medio maart nam hij korte tijd een time-out, trad een nieuwe gemeenteraad aan en gaf hij aan voorlopig aan te willen blijven.
Jan de Groot stopte vervolgens in mei 2006 als burgemeester van de gemeente Vught, om te worden opgevolgd door waarnemend burgemeester Joep Baartmans-van den Boogaart. Volgens De Groot miste hij het vertrouwen van de pas gekozen gemeenteraad.
Eind april droeg Hanja Maij-Weggen, commissaris van de Koningin in Noord-Brabant, Jan de Groot voor om per 1 mei 2006 als waarnemend burgemeester van Mill en Sint Hubert te gaan fungeren. Per 15 december 2006 liepen deze werkzaamheden af toen Hans Verheijen door de Kroon tot burgemeester van Mill en Sint Hubert werd benoemd.
Op 31 mei 2007 werd Jan de Groot geïnstalleerd als nieuwe burgemeester van de gemeente Baarn. Hij volgde daar burgemeester Harry Smith op, die op zijn beurt burgemeester Wolterink verving. In oktober 2009 werd bij De Groot een hersentumor ontdekt. Hieraan is hij in dezelfde maand nog geopereerd. Vanwege zijn gezondheidsproblemen werd Bartele Vries in februari 2010 benoemd tot waarnemend burgemeester van Baarn. De Groot overleed na een ziekbed van ruim driekwart jaar op 20 augustus 2010 aan de gevolgen van de hersentumor.